# كوني ديزموند
كوني ديزموند (بالإنجليزية: Connie Desmond)‏ هو معلق رياضي أمريكي، ولد في 31 يناير 1908، وتوفي في 10 مارس 1983.